# Davis, California
Davis, trước đây gọi là Davisville, là một thành phố ở tiểu bang California của Hoa Kỳ và là thành phố đông dân nhất trong Quận Yolo. Nó có dân số 65.622 vào năm 2010, không bao gồm dân số trong khuôn viên trường Đại học California, Davis, nơi mà có hơn 9.400 người (không bao gồm gia đình sinh viên) vào năm 2016.

## Dân số

### 2010
Cuộc Điều tra Dân số Hoa Kỳ năm 2010 đã báo cáo rằng Davis có dân số 65.622 người. Mật độ dân số là 6.615,8 người trên một dặm vuông (2.554,4 / km²). Thành phần chủng tộc của Davis là 42.571 (64.9%) người da trắng, 1.528 (2.3%) người Mỹ gốc Phi, 339 (0.5%) người Mỹ bản địa, 14.355 (21.9%) người châu Á, 136 (0.2%) người Thái Bình Dương, 3.121 (4.8%) từ các chủng tộc khác, và 3,572 (5,4%) từ hai hoặc nhiều chủng tộc. Tây Ban Nha hoặc La tinh của bất kỳ chủng tộc nào là 8.172 người (12,5%).
Năm 2006, Davis được xếp hạng là thành phố được giáo dục nhiều thứ hai (về tỷ lệ phần trăm cư dân có bằng sau đại học) tại Mỹ bởi tạp chí CNN Money Magazine, xếp sau Arlington, Virginia.

Dân số Châu Á là 14.355 ở Davis đã được phân thành các nhómː 1.631 người Mỹ gốc Ấn Độ, 6.395 người Mỹ gốc Hoa, 1.560 người Mỹ gốc Hàn, 1.185 người Mỹ gốc Việt, 1.033 người Mỹ gốc Phi, 953 người Mỹ gốc Nhật và 1.598 người Mỹ gốc Á khác.
Dân số gốc Tây Ban Nha và Latinh của Davis là 8.172 người được phân thành các nhómː 5.618 người Mỹ gốc Mexico, 221 người Mỹ gốc Puerto Rico, 80 người Mỹ gốc Cuba và 2.253 người gốc Tây Ban Nha và người La tinh khác.
Cuộc tổng điều tra cho thấy 63.522 người (96,8% dân số) sống trong các hộ gia đình, 1,823 (2,8%) sống trong các khu nhóm không được thể chế hóa, và 277 (0,4%) được thể chế hoá.
Có 24.873 hộ gia đình, trong đó 6,119 (24,6%) có con dưới 18 tuổi sống chung với gia đình, 9,343 (37,6%) là cặp vợ chồng kết hôn với nhau, 1,880 (7,6%) là phụ nữ độc thân và 702 (2,8%) là đàn ông độc thân. 5.952 hộ gia đình (23,9%) được tạo thành từ các cá nhân và 1,665 (6,7%) có người sống một mình từ 65 tuổi trở lên. Quy mô hộ trung bình là 2,55. Có 11.925 hộ (47,9% tổng số hộ); quy mô gia đình trung bình là 2,97.
Dân số và phân bố giới tính là 10.760 người (16,4%) dưới 18 tuổi, 21.757 người (33,2%) tuổi từ 18 đến 24, 14.823 người (22,6%) tuổi từ 25 đến 44, 12.685 người (19,3%) ở độ tuổi 45 đến 64, và 5.597 người (8,5%) từ 65 tuổi trở lên. Độ tuổi trung bình là 25,2 tuổi. Cứ 100 nữ giới thì có 90,5 nam giới. Cứ 100 nữ từ 18 tuổi trở lên, có 88,0 nam giới.
Có 25.869 đơn vị nhà ở với mật độ trung bình 2.608.0 trên mỗi dặm vuông (1.007.0 / km²).

### 2000
Theo điều tra dân số năm 2000 của Hoa Kỳ, Davis đã có 60.308 người, 22.948 hộ gia đình và 11.290 gia đình sống trong thành phố. Mật độ dân số là 5.769,2 người trên một dặm vuông (2,228,2 nhà ở / km2). Có 23.617 đơn vị nhà ở với mật độ trung bình 2,259,3 nhà ở mỗi dặm vuông (872,6 nhà ở/ km2). Thành phần chủng tộc của thành phố là 70,07% người da trắng, 2,35% người Mỹ da đen hoặc người Mỹ gốc Phi, 0,67% người Mỹ bản xứ, 17,5% người châu Á, 0,24% người Thái Bình Dương, 4,26% từ các chủng tộc khác và 4,87% từ hai hoặc nhiều chủng tộc. 9,61% dân số là người gốc Tây Ban Nha hoặc La tinh của bất kỳ chủng tộc nào.
Có 22.948 hộ gia đình, trong đó 26,4% có trẻ em dưới 18 tuổi sống chung với gia đình, 38,3% là cặp vợ chồng chung sống với nhau, 8,2% là phụ nữ đơn thân và 50,8% không phải là gia đình. 25,0% hộ gia đình bao gồm các cá nhân và 5,2% có người sống một mình từ 65 tuổi trở lên. Quy mô hộ trung bình là 2,50 và quy mô trung bình của gia đình là 3,00.
Trong thành phố, phân bố nhóm tuổi dân số là 18,6% dưới 18 tuổi, 30,9% từ 18 đến 24, 27,1% từ 25 đến 44, 16,7% từ 45 đến 64 và 6,6% người từ 65 tuổi trở lên. Độ tuổi trung bình là 25 tuổi. Cứ 100 nữ giới thì có 91,2 nam giới. Cứ 100 nữ từ 18 tuổi trở lên, có 87,8 nam giới.
Thu nhập trung bình cho một hộ gia đình trong thành phố là $ 42,454, và thu nhập trung bình cho một gia đình là $ 74,051. Nam giới có thu nhập trung bình là 51.189 đô la so với 36.082 đô la đối với nữ. Thu nhập bình quân đầu người của thành phố là 22.937 đô la. Khoảng 5,4% gia đình và 24,5% dân số sống dưới mức nghèo khổ, bao gồm 6,8% của những người dưới 18 tuổi và 2,8% của những người từ 65 tuổi trở lên. 